# パリ条約 (1947年)
パリ条約（パリじょうやく、英: Paris Peace Treaties）は、1947年2月10日に調印された、旧枢軸国イタリア、ルーマニア、フィンランド、ブルガリア、ハンガリーなどが連合国21か国と結んだ第二次世界大戦の平和条約の総称。一般にはヨーロッパ講和条約とも呼ばれる。

## 背景
第二次世界大戦の終結後、連合国の課題となったのはドイツを含むヨーロッパの戦後処理問題であった。ヤルタ会談及びポツダム会談の結果、ヨーロッパの戦後秩序についてはアメリカ合衆国・イギリス・フランス共和国臨時政府・ソビエト連邦・中華民国の代表者が協議する外相理事会で討議されることとなった。イギリス・フランスは地政学的な面を重視し、アメリカは自由選挙の成立に関心を持っていた。一方でソ連は自らに「友好的な政府」の樹立をと、領土の獲得を目標としていた。ソ連はアメリカ・イギリスとの3カ国での協議を望み、フランスと中華民国を枠組みから外すように要求し、中華民国はヨーロッパに利害関係を持っておらず、1945年9月にロンドンで行われた外相理事会以降は協議の枠組みから外れることとなった。しかしフランスについてはイギリスが参加を強硬に要求し、12月のモスクワ三国外相会議で講和案策定へのフランスの参加と、1946年の早い段階でドイツを除くヨーロッパ枢軸国への講和案をすべての参戦国に提示することが合意された。
1946年4月26日にパリで行われた第二回外相理事会では、合意が困難であったドイツ問題より先にイタリア・バルカンの講和問題が先に解決されることとなった。7月29日には連合国21カ国の政府代表が集まり、講和会議が行われた。しかし、講和条約案を策定するのはあくまで四大国による外相理事会であり、講和会議は諮問機関的な役割を持つに過ぎなかった。実質的な討議は行われず、ただ政府代表が正しさをアピールする演説の場と化した。イギリスの代表であったハロルド・ニコルソンは「世論へのパフォーマンスであり、真剣な討議ではない」と批判している。会議はいくつかの勧告を決議して終了し、11月4日にはニューヨークで「勧告に基づく」外相理事会が開催され、講和条約の策定が行われた。1947年2月10日に調印式が行われ、最大の問題であるドイツ問題を除くヨーロッパの懸案事項は、妥協と分断の末一応の解決を見た。しかしこれは大国同士の協議によって得られた最後の成果であり、ドイツ問題を巡って東西の決裂とヨーロッパの分断は決定的なものとなる。

## 共通する概要
これらの条約により、ドイツを除く欧州枢軸国と連合国間の戦争状態は終結した。
ナチス・ドイツの主導によるウィーン裁定およびクラヨーヴァ条約は無効となった。これにより第2次世界大戦間に行われたハンガリー・ルーマニア・ブルガリアの領土変更は原則的に無効となっている。ただし、ブルガリアがルーマニアから獲得していた南ドブロジャは領有が認められた。ハンガリーが連合国側から獲得した領土についても原則返還されたが、カルパティア・ルテニアに関してはソビエト連邦の一部となっている。

## ブルガリア平和条約
ギリシャとユーゴスラビアへ7,000万ドルを賠償金として支払う事とされた。

## フィンランド平和条約
フィンランドはソビエト連邦に対し、ペツァモなどの領土を割譲すると共に3億ドルの賠償金を支払うモスクワ休戦協定の合意を確認した。

## ハンガリー平和条約
領土喪失の結果、ハンガリー国外に300万人のハンガリー人が残されることとなり、講和に対するハンガリー人の不満を誘った。また、占領下にあったオーストリアとの連絡のためとして、ハンガリーには一定のソ連軍が駐留することとなった。この軍はオーストリアの占領解除後も撤退せず、ワルシャワ条約機構軍の前身となる。また賠償としてソビエト連邦に2億ドル、チェコスロバキア・ユーゴスラビアへ1億ドルを支払うこととされた。ソ連軍の駐留経費も支払うこととされ、1947年には賠償支払いだけで国家予算の四分の一を占めた。

## イタリア平和条約
条約の前文ではイタリア王国軍とレジスタンスが共同参戦国として対ドイツ戦に有力な働きをしたと言及されているが、イタリアの扱いはあくまで「旧敵国」であった。
イタリアの領土の内、ブリガとテンダ（フランス名・タンド）といったアルプスの国境地域の一部がフランス領となった。また、戦前に獲得していたヴェネツィア・ジュリアの大部分、ダルマチア地方のプーラとゾラ、フィウーメ（現リエカ）、アドリア海の島嶼はユーゴスラビアへ割譲された。またトリエステはトリエステ自由地域となった。ロドス島をはじめとするドデカネス諸島（イタリア領エーゲ海諸島）はギリシャ領となった。さらに、サセーノ島に関する請求権を放棄し、アルバニア領と認めた。
また海外植民地および中国における租界の権利をすべて失うこととされた。ただし、最終的な帰属画定は行われず、中でもイタリア領ソマリランドはイギリスの占領下に置かれたものの1950年12月にイタリアの信託統治地域となり、1960年のソマリア独立まで続いた。
またソビエト連邦に1億ドル、ユーゴスラビアに1億2500万ドル、ギリシャに1億500万ドル、エチオピアに2500万ドル、アルバニアへ500万ドルの賠償を行うこととなった。西側連合国は賠償請求を行わなかったものの、被害を受けた連合国国民の資産に対してはリラ建てで弁償することが定められた。しかし連合国経済復興機関や民間援助により、賠償支払いの負担は大きく緩和された。
条約締結の翌日、イタリアのアルチーデ・デ・ガスペリ首相は、「国土にひしめく4500万人の国民を養うことができない国家の生命」に毒を盛った、これはムッソリーニと同じ動機であるとして条約を激しく非難している。

## ルーマニア平和条約
ルーマニアは、ソビエト連邦へ3億ドルの賠償を行うこととなった。